# Tom i Jerry: Szybcy i kudłaci
Tom i Jerry: Szybcy i kudłaci (ang: Tom and Jerry: The Fast and the Furry) – amerykański film będący kontynuacją jednej z najpopularniejszych kreskówek: Tom i Jerry.
Film zrobiono na podstawie scenariusza Josepha Barbera, a poprawiał go Bill Kopp.

## Fabuła
Tom i Jerry biorą udział w programie telewizyjnym „Wielki wyścig”, w którym będą się ścigać. Nagrodą w tym wyścigu jest wielki, piękny, super dom, w którym mogą zrobić wszystko, na co mają ochotę.

## Obsada
W głównych rolach:
- Charlie Adler – Babunia
- Jeff Glen Bennet – Steed
- John DiMaggio – J.W.
- Jess Hartnell – Buzz Blister
- Tom Kenny – Gorthan
- Bill Kopp – Tom
- Tress Mac Neille – Soccer Mom
- Rob Pulsen – Irving
- Billy West – Biff Buzard

W pozostałych rolach:
- Grant Albreccit – Clown-O, Ochroniarz
- Jeff Glen Bennet – TV Anoucer
- John DiMaggio – Spike
- Jess Hartnell – Reżyser filmowy
- Tom Kenny – Whale
- Bill Kopp – Frank
- Tress Mac Neille – Dama; Jakaś dziewczyna
- Rob Paulsen – Dave
- Thom Pinto – Głos komputerowy/Strażnik
- Neill Ross – Dr Profesor; Reżyser
- Billy West – Prezydent Hollywood; Wiewiór

### Ekipa
- Joseph Barbera – Scenariusz (film powstał na podstawie scenariusza Josepha)
- Bill Kopp – Scenariusz (on dopracował scenariusz Josepha)
- Nathan Wang – Muzyka
- Julie Lau – Redaktor
- Sander Schwartz – Producent wykonawczy
- Joseph Barbera – Producent wykonawczy
- Stephen Fossati – Producent
- Diane Grea – Asystent producenta
- Bill Kopp – Reżyseria
- Bill kopp – Reżyser dubbingu
- Michael Hack – Casting
- John Ramirez – Dyrektor artystyczny
- Craig Gardner – Malarz tła
- Zhao Wei – Malarz tła
- Rich Chidlaw – Rysunki do animacji
- Joe Horne – Rysunki do aniacji
- Eddy Houchins – Rysunki do animacji
- Pat Ventura – Rysunki do animacji
- Patricia Wong – Rysunki do animacji
- Mike Mangan – Animator